# Henry Clough-Leighter
Henry Clough-Leighter   (Washington DC, 13 de maig de 1874 - Wollaston, 15 de setembre de 1956), fou un organista i compositor estatunidenc.
S'educà en la Universitat de Colúmbia (1887-89) i en la de Toronto. Progressà tant ràpidament que a l'edat de quinze anys se li confià la plaça d'organista de l'església de Tots els Àngels (Washington), i el 1892 passà a la de l'Epifania. El 1899 es traslladà a Providence on durant un any va exercir d'organista a l'església de la Gràcia. El 1900 fou nomenat professor de l'Escola de música de Boston, i més tard s'associà a una casa editorial de música.
Entre les seves nombroses composicions, són dignes de menció: Servici solemne en re major (1896), Te Deum Laudamus, en sol major (1898), Ave Vinum (1901), Orgia (1901), Semblant a una rosa (). etc.